# Nasja Russia. Jajtsa sudby
Nasja Russia. Jajtsa sudby (russisk: Наша Russia. Яйца судьбы) er en russisk spillefilm fra 2010 af Gleb Orlov.

## Medvirkende
- Sergej Svetlakov - Leonid
- Mikhail Galustjan - Ravsjan
- Valerij Magdiasj - Jamshut
- Viktor Verzhbitskij - Victor Marjanovitj Rjabusjkin
- Aleksandr Semtjev - Bison